# Stazione di San Trovaso
La stazione di San Trovaso è una fermata ferroviaria della Venezia-Udine a servizio dell'omonima frazione di Preganziol.

## Storia
La fermata fu attivata da RFI il 9 dicembre 2007.

## Strutture e impianti
La fermata è dotata di due binari e di un sottopassaggio.
Per garantire all'utenza l'accesso ai treni sono presenti due banchine, poste entrambe alla sinistra della corsa del treno, della lunghezza di 220 metri.

## Movimento
La stazione è servita da treni regionali svolti da Trenitalia nell'ambito del contratto di servizio stipulato con le regioni interessate.

## Servizi
La stazione dispone dei seguenti servizi:
- Parcheggio
- Sottopassaggio
- Accessibilità per portatori di handicap

La stazione è classificata da RFI nella categoria silver.